# Can't Get Enough
"Can't Get Enough" é uma canção do rapper norte-americano J. Cole, gravada para o seu álbum de estreia Cole World: The Sideline Story. Conta com a participação de Trey Songz, sendo composta por Jermaine Cole, Tremaine Neverson e produzida por Brian Kidd. Foi lançada digitalmente na iTunes Store a 9 de Setembro de 2012. O vídeo musical para a canção foi dirigido por Clifton Bell, filmado nos Barbados, contando com a participação especial da cantora nativa do país, Rihanna.

## Desempenho nas tabelas musicais

### Posições
| Tabela musical (2011-2012)                   | Melhor posição |
| -------------------------------------------- | -------------- |
| Estados Unidos - Billboard Hot 100           | 52             |
| Estados Unidos - Billboard R&B/Hip-Hop Songs | 7              |
| Reino Unido - UK Singles Chart               | 39             |